# Chaetonotus carpaticus
Chaetonotus carpaticus är en djurart som tillhör fylumet bukhårsdjur, och som beskrevs av Rudescu 1967. Chaetonotus carpaticus ingår i släktet Chaetonotus och familjen Chaetonotidae. Inga underarter finns listade i Catalogue of Life.